# Maria José Alves
Maria José Ferreira Alves, detta Zezé (Ceará, 10 marzo 1977), è un'ex atleta paralimpica brasiliana ipovedente.

## Biografia
Ha partecipato ai Giochi di Atlanta 1996, raggiungendo il terzo posto nella categoria T11 (ipovedenti) nei 100 e nei 200 metri piani. Nella stessa edizione paralimpica ha concorso anche nei 400 metri piani e nel salto in lungo, dove ha ottenuto il sesto posto. Alle successive Paralimpiadi di Sydney 2000 non ha raggiunto il podio, ma ad Atene 2004 ha ripetuto i risultati di Atlanta: brronzo nei 100 e 200 metri piani.
Nel 2006, ai Campionati del Mondo di Assen, grazie a una medaglia di bronzo nei 100 metri e a un quinto posto nei 200, si è qualificata per le Paralimpiadi di Pechino 2008; nel 2007 è stata convocata per la III edizione dei Giochi Parapanamericani di Rio de Janeiro. L'ultima comparsa internazionale di Maria José Alves, a Pechino nel 2008, si è conclusa senza raggiungere alcuna finale.

## Palmarès
| Anno | Manifestazione       | Sede    | Evento          | Risultato | Prestazione | Note |
| ---- | -------------------- | ------- | --------------- | --------- | ----------- | ---- |
| 1996 | Giochi paralimpici   | Atlanta | 100 m piani T11 | Bronzo    | 13"38       |      |
| 1996 | Giochi paralimpici   | Atlanta | 200 m piani T11 | Bronzo    | 26"87       |      |
| 1996 | Giochi paralimpici   | Atlanta | 400 m piani T11 | Batteria  | 1'07"28     |      |
| 2000 | Giochi paralimpici   | Sydney  | 200 m piani T12 | 4ª        | 26"17       |      |
| 2002 | Mondiali paralimpici | Lilla   | 100 m piani T12 | Bronzo    |             |      |
| 2004 | Giochi paralimpici   | Atene   | 100 m piani T12 | Bronzo    | 12"70       |      |
| 2004 | Giochi paralimpici   | Atene   | 200 m piani T12 | Bronzo    | 26"20       |      |
| 2006 | Mondiali paralimpici | Assen   | 100 m piani T12 | Bronzo    |             |      |
| 2006 | Mondiali paralimpici | Assen   | 200 m piani T12 | 5ª        |             |      |
| 2008 | Giochi paralimpici   | Pechino | 100 m piani T12 | Batteria  | 13"21       |      |
| 2008 | Giochi paralimpici   | Pechino | 200 m piani T12 | Batteria  | 27"16       |      |